# Operațiunea Atlantic Resolve
Operațiunea Atlantic Resolve (în limba engleză Operation Atlantic Resolve)  reprezintă un ansamblu de măsuri militare adoptate de către Statele Unite ale Americii în Europa, cu precăderea în cea Centrală și de Est, drept răspuns la implicarea rusă în Ucraina debutată din 2014.
Aceste măsuri au fost luate cu intenția de a demonstra angajamentul permanent al Statelor Unite față de securitatea colectivă a Organizației Tratatului Atlantincului de Nord și implică exerciții militare comune, bilaterale sau multinaționale de instruire și activități de cooperare în domeniul securității, desfășurate de elemente de manevră ale SUA în Europa.

## Cadru
Operațiunea Atlantic Resolve este finanțată de către Inițiativa Europeană de Descurajare (acronim în limba engleză EDI), program militar inițiat de către Statele Unite inițial drept efect al anexării Crimeii de către Federația Rusă în luna martie 2014 și ulterior inclusiv al conflictului ruso-ucrainean din Donbas. Acest program vine, sub umbrela operațiunii militare Atlantic Resolve a SUA, în sprijinul securității europene prin creșterea gradului de descurajare militară de către țările europene și prin sporirea gradului de pregătire din punct de vedere militar al acestora (în special a celor din Europa Centrală și Europa de Est) și prin sprijinirea Organizației Tratatului Atlanticului de Nord. EDI finanțează, de asemenea, unități de apărare aeriană, logistice și de susținere.
Unul dintre rolurile Operațiunii Atlantic Resolve este de a demonstra angajamentul permanent al Statelor Unite față de securitatea colectivă a NATO, operațiunea implicând, de asemenea, exerciții militare multinaționale de instruire și activități de cooperare în domeniul securității, desfășurate de elemente de manevră ale SUA în Europa. Aceste exerciții sunt comune, bilaterale sau multinaționale și au rolul de crește gradul de pregătire, interoperabilitatea și legăturile dintre armatele partenere.
Conform unui studiu din ianuarie 2021 al Modern War Institute at West Point, forțele americane desfășurate în cadrul Operațiunii Atlantic Resolve, cu scopul prevenirii unei agresiuni viitoare ruse a Europei, nu beneficiază de un sprijin regulat aerian sau de artilerie cu rază lungă de acțiune și sunt atât insuficente cât și cu o poziționare nepotrivită pentru a învinge o forță ostilă, în zona Europei Centrale și de Est. Efectul lor eficient se vădește însă  cu predilecție în temperarea anxietății aliațior SUA și mai puțin în cel al descurajării unei eventuale acțiuni aventuroase a Federației Ruse.

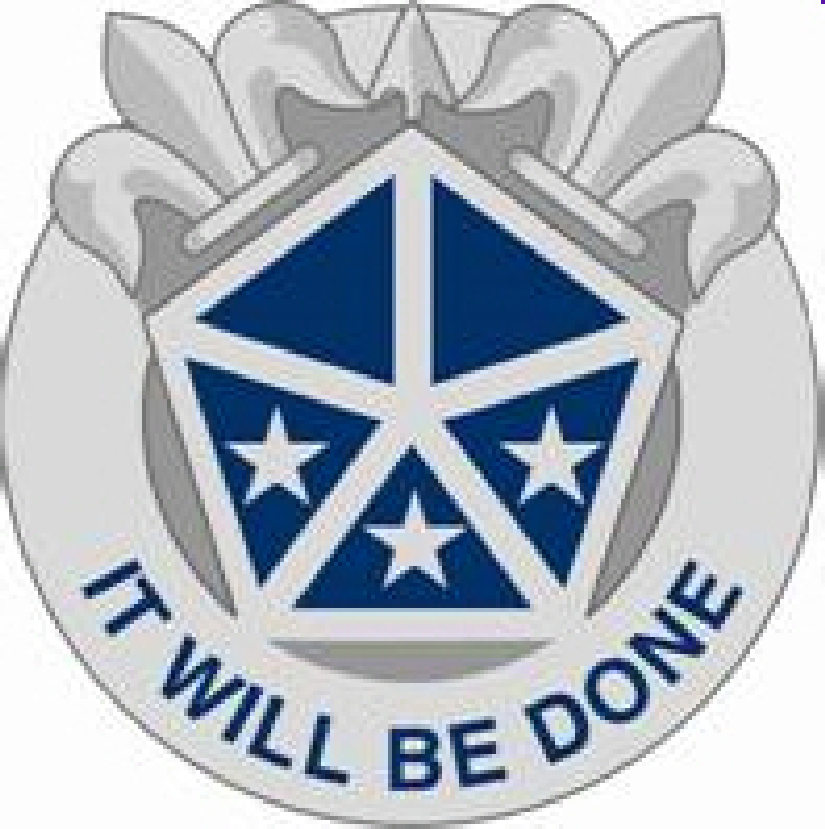
Insigna Corpului V Armată al SUA, care coordonează desfășurarea Operațiunii Atlantic Resolve.

## Scurt istoric
Atlantic Resolve a debutat din luna aprilie 2014 sub coordonarea Comandamentul Statelor Unite pentru Europa și Africa, având la bază dislocarea pe teren sub formă rotațională pe termene de câte 9 luni (sau chiar mai scurte în cazul unor exerciții de pregătire intervenții în condiții de urgență), a unităților din Europa ale SUA. În acest cadru, se rotează 4 tipuri de forțe: cartiere generale⁠(en)[traduceți] divizionare avansate, aviație și grupări operaționale⁠(en)[traduceți] (în engleză Task Foces) blindate și de susținere.
Din luna noiembrie 2021, comanda și controlul tuturor forțelor rotaționale ale Atlantic Resolve sunt asigurate de Corpul V Armată (SUA)⁠(en)[traduceți], reactivat. Acesta a dislocat un cartier general divizionar avansat la Poznań, în Polonia.
La nivelul lunii august 2022, operațiunea se derula în Belgia, Bulgaria, Cehia, Danemarca, Estonia, Franța, Georgia, Germania, Grecia, Italia, Letonia, Lituania, Norvegia, Polonia, Regatul Unit al Marii Britanii și Irlandei de Nord, România, Țările de Jos și Ungaria.

## Poziția Rusiei
Rusia a etichetat operația drept o amenințare la adresa securității și intereselor sale și a considerat că, deplasarea trupelor americane în Europa este de natură să destabilizeze securitatea pe acest continent.

## Poziția Uniunii Europene
Prin rezoluța sa din 15 ianuarie 2020 referitoare la punerea în aplicare a politicii de securitate și de apărare comune, Parlamentul European a salutat atât operațiunea Atlantic Resolve cât și Prezența Avansată Consolidată a NATO⁠(en)[traduceți] pe continentul european, recunoscând oficial importanța trupelor NATO în ce privește efortul de a descuraja continuarea agresiunii ruse asupra Ucrainei, Republicii Moldova și Georgiei, cât și asupra frontierelor Uniunii Europene, precum și importanța acestora în ce privește ofere unui sprijin esențial în caz de conflict.